# Murray Waxman
Murray Waxman (Toronto, 10 luglio 1925 – Westmount, 27 novembre 2022) è stato un cestista canadese.

## Carriera
Giocatore del YMHA Montréal, disputò le Olimpiadi 1948 con il Canada, scendendo in campo in 6 occasioni. Dopo il ritiro lavorò nel settore immobiliare.